# Ruiting
Ruiting is de naam van een nieuw natuurgebied van 12 ha. Het is gelegen langs de Essche Stroom tussen Esch en Haaren.
In 2006 werd het natuurgebied aangelegd op voormalig landbouwgebied, door de oorspronkelijke loop van de Essche Stroom weer uit te graven. Zo ontstond een moerasgebiedje. Hier vindt men onder meer het moeraskartelblad. Het gebied dient ook als waterretentiegebied en als ecologische verbindingszone tussen de Essche stroom en het Helvoirts Broek.
De Ruiting maakt deel uit van een groter project dat voorziet in een meer natuurlijk verloop en een grotere bergingscapaciteit van de Essche Stroom.
Het gebied is vanaf de gelijknamige weg toegankelijk voor wandelaars.